# Сухој Су-35
За чланак о новом серијском Су-35, подледајте Сухој Су-35С
Сухој Су-35 (рус. Сухой Су-35, НАТО назив: Flanker-Е) је ознака за ловачки авион Су-27, измењен у два узастопна корака модификација. То је двомоторни авион, једносед, са суперменеварским карактеристикама, четврте генерације. Пројектован је у бироу Сухоја, а произведен је у фабрици авиона у Комсомолску на Амуру.
Прва модификација је осмишљена током осамдесетих година 20. века као побољшање ловца Су-27, под називом Су-27М. Ова варијанта је поседовала канарде и вишенаменски радар који је авиону обезбедио вишенаменску намену. Ојачана је структура да би могао носити већи терет. Први прототип је направио свој први лет у јуну 1988. године. Четрнаест примерака произведених авиона коришћени су као прототипови за испитивања и демонстрације. Како авион се није серијски производио због распада Совјетског Савеза, Сухој га је преименовао у Су-35, како би привукао потенцијалне купце за извоз.
На један примерак тога авиона уграђени су мотори са векторисаним потиском. Та варијанта је коришћена као демонстратор напредних технологија, под називом Су-37. 
Једини двосед Су-35УБ, тренер, изграђен је крајем деведесетих година 20. века и сличан је варијанти Су-30МК.
У 2003. години, Сухој је започео други пакет модификација Су-27, у циљу обезбеђења прелазног авиона са блиским карактеристикама ловца пете генерације. Са изузетком примене технологија смањене уочљивости, варијанта задовољава већину осталих захтева за ловца пете генерације, као припрему за програм Сухој ПАК ФА (Сухој Су-57).
Верзији авиона Су-35, репројктована је кабина и управљање наоружањем, у односу на Су-27М, уграђени су му мотори са системом за управљање вектором силе потиска, а укинути су му канарди. Авион је у овој варијанти први пут извршио лет у фебруару 2008. године. Превасходно је био намењен за извоз, али је прву поруџбину ипак извршило Руско ваздухопловство 2009. године, у варијанти Су-35С. Такође су га наручиле Ваздухопловне снаге Кине и Индонезије.

## Развој

### Надоградња Су-27
Модификује се први авион Су-27, у варијанту Су-35, према дефинисаном пројекту. Та надоградња је започета раних осамдесетих година 20. века. У периоду када је ловац Су-27 уведен у оперативну употребу у Совјетским оружаним снагама. Коначна серијска верзија ловца Су-27, која је имала фабричку ознаку Т-10С, започета је масовно (серијски) да се производи у фабрици авиона Комсомолск на Амуру 1983. године, а убрзо је започето и њихово увођење у оперативну употребу у Совјетском ваздухопловству.
Надоградња Су-27 је започета 1982. године у варијанту Су-27М (Т -10М), у Сухојевом пројектном бироу, по одлуци Совјетске владе, у децембру 1983. Николај Никитин је одређен да води пројекат, под надзором генералног директора Михаила Симонова, који је био главни пројектант Су-27.
Поређењем аеродинамичког изгледа змаја авиона Су-27 и Су-27М, јасно се уочава међусобна разлика у томе да су на основну верзију авиона додати канарди, који су мале узгонске површине испред крила повезане за кабински део трупа. То је присутно у готово свима пројектима ловачких авиона четврте генерације, ради испуњења примарног захтева за обезбеђење врхунских маневарских карактеристика. Прво испитивање експерименталног авиона, 1985. године, са нагласком оцене доприноса канарда, у комплету са преобликованим продужетком кореног дела крила, у преусмеравању протока ваздуха на такав начин да се елиминише одцепљење ваздушних струјница при великим нападним угловима авиона и доприносу да се постиже повећан фактор аеродинамичког оптерећења. Интеграција такве компактне структуре авиона подноси оптерећење и при нормалном убрзању 10 g, у маневру (насупрот 9 g са Су-27), без потребе за додатним ојачањима њених елемената. Што је још важније, канардима се пројектом лакше реализује релаксирана уздужна стабилност при пратећим системом електричних команди лета (енгл. fly-by-wire). То авиону обезбеђује супер маневарбилност. Теоретски, за време борбе, пилот може да поведе Су-27М на 120 степени за мање од две секунде и да при томе испаљује ракете на циљ. Остале уочљиве промене у поређењу са пројектом Т-10С обухватале су веће површине вертикалних репова, систем за допуну горивом током лета и употребу носне ноге стајног трапа са два точка.
Поред повећања управљивости, још једна карактеристика која је издвојила Су-27М од оригиналног пројекта је нови систем управљања оружјем. Главни део овог система је вишенаменски доплерски радар Н011 ”Барс” са фазираном антенском решетком, који му је омогућио да детектује циљеве и надоле испод хоризонта. Први пут је уграђен на трећем прототипу, радар је трансформисао Су-27М од само употребе ваздух-ваздух и за вишенаменску борбу, обезбеђује потребне услове и за напад на земаљске циљеве. У поређењу са радаром Н001 меч на Су-27, који је могао да прати 10 циљева и само усмерава два пројектила према једном циљу, нови радар може пратити петнаест циљева и истовремено усмерити пројектиле према шест од њих. Осим тога, радар за самоодбрану Н012 је смештен у задњем репном делу, то је прво такво решење на свету. Остале промене у авиону укључују употребу побољшаних двопроточних мотора, као и повећану употребу лаких композита и алуминијум-литијумских легура у структури авиона.

### Ток програма
Сухој је почео преправљати први прототип (означен као Т10М-1) 1987. године, у својој прототипској фабрици у Москви. Иако је добио канарде, први прототип, као и неколико наредних, није имао много физичких измена у новом пројекту. Први лет након те конверзије извршен је 28. јуна 1988. године, након чега је уследио други прототип у јануару 1989. После конверзије два прототипа Су-27М, производња авиона је пребачена на Далеки исток земље. Трећи авион (Т10М-3), који је био први новопроизведени Су-27М и први који је произведен у фабрици на Далеком истоку, направио је свој први лет у априлу 1992. године. До тада се Совјетски Савез распао и наступила је економска криза. Русија је током деведесетих година означила да је првобитни план за серијску производњу авиона између, 1996. и 2005. године напуштен, док су постојећи авиони служили за испитивање у лету, посебно за оцену доприноса канадарда, система команди лета и технологије управљања вектором силе потиска.
У време распада Совјетског Савеза, Сухој је демонстрирао Су-27М високим званичницима одбране и владе. Са својим дебиом на Фарнбороу пред западном публиком, 1992. године, компанија је приказала своју нову варијанту авиона Су-35. Касније су демонстрирани летови и у ширем иностранству, у покушају да привуку инострани купци. У новембру 1993. године у Дубају, гдје га је пилот Виктор Пугачев летео пред гледаоцима, у интересантном летачком програму заједно са авионом Су-30МК. Након тога, авион је летео у Берлину и Паризу, и био је редовно присутан на Московскј ваздухопловној изложби (МАКС). Руска влада се одрекла од извоза авиона, након Сухојеве неуспешне продајне кампање у Јужну Кореју, крајем деведесетих година 20. века и почетком 2000.
Настављен је програм испитивања у лету авиона Су-27М и откривено је да пилот не успева да одржи активно управљање летелицом током одређених маневара, као што је Пугачова кобра. Тај проблем је превазиђен интеграцијом мотора са покретним млазницама за управљање вектором силе потиска на једанаестом Су-27М (Т10М-11), 1995. године. На тај начин је добијена варијанта Су-37, са наменом демонстратора напредних технологија. Тај авион је први пут извршио лет 2. априла 1996. године. На њему је испитан и побољшани радар Н011М. Касније су уграђени нови мотори, ажуриране су команде лета (дигиталне Електричне команде лета) и репројектована је кабина са системима опреме у њој.
Поред једноседа, пројектован је и двосед Су-35УБ, у извођењу инжењера фабрике уз сарадњу са стручњацима Сухоја, како би омогућили комбинацију доприноса мотора са управљањем вектора силе потиска са већ постигнутим карактеристикама Су-27М. Авион је први пут полетео 7. августа 2000. године, а након тога је служио као пробни сто за испитивање авионске опреме. Оригинални авион Су-27М никада није ушао у серијску производњу због недостатка финансијских средстава.

### Нова решења
Са потребом да се ажурира стара руска флота авиона Су-27, Сухој је почео 2002. године да репројектује авион у домену кабине и система управљања оружјем, у циљу повећања могућности коришћења напреднијег и бројнијег асортимана наоружања. Тако модифицирани први авион је Су-27СМ, полетео је у децембру 2002. године. Почетни успех модернизације пројекта, подстакао је Сухоја да у децембру 2003. године настави тај програм. Интерно означен програм модернизације Т-10БМ је имао за циљ темељније репројектовање ради смањења квалитативног јаза између руских авиона и иностраних авиона четврте генерације. Добијени пројекат, који је означен као Су-35, сматрао се као привремено решење у очекивању увођења наредног напредног ловца пете генерације Сухој Су-57. Планирано је да многе карактеристике од авиона Су-35 наследи тај нови авион. Поред тога, Су-35 је једносед те је логична замена двоседу Су-30МК, на извозном тржишту. 
По многим детаљима, гледано споља, пројекат Т-10БМ више личи на Су-27 од претходне верзије Су-27М. Током испитивања аеродинамике Су-27М и мотора са системом управљања вектором силе потиска, Сухој је закључио да би губитак маневарских способности због уклањања канарда могла бити компензована додавањем млазница за управљање вектором силе потиска. Конструкција авиона са канардима изазива повећање масе целог авиона и повећава чеони радарски одраз, што доводи у питање добитак у њиховом аеродинамичком доприносу повећања маневарских карактеристика. Интегрисањем напредније авионске опреме, посебно радара, значајно је смањена маса и габарити тих компоненти, што је тежиште авиона померило уназад. 
Конструктори су одлучили да уклоне канарде и леђну аеродинамичку кочницу, смањили су површине вертикалних репова и величину хрбата и задњег носача. Таквим променама, као и повећаном употребом алуминијских и титанијумских легура и композита, смањена је маса празног авиона, задржавајући при томе максималну тежину полетања, коју има и Су-27М.
Да би пројекат Су-27М поседовао опрему, која се захтева његовом трансформацијом у вишенаменски авион, закључено је да постоје значајне потешкоће у испуњењу тих захтева. Закључено је да постоје многе препреке и потешкоће за то на базној варијанти Су-27. Посебан проблем је био распоред уређаја у кабини и негативан утицај тога на оптерећење једног пилота у једноседу. Конструктори, пробни пилоти и специјалисти за софтвер авионске опреме су заједно радили на репројекту кабине и њених пратећих система и побољшали интеграцију човек-машина, у циљу смањења оптерећења пилота током лета и вођења борбе. Систем управљања информацијама о авионској опреми авиона је промењен тако да сада има два дигитална рачунала која обрађују информације из система команди лета и оружја. Информације се приказују на два вишенаенска приказивача, величине 23 cm × 30 cm, који су заменили мањи мултифункционални приказ катодним цевима на Су-27М. На новим приказивачима пилот лако може да прегледа критичне информације о лету.
Пилотско избациво седиште је нагнуто (полулежећи положај), при чему пилот лакше подноси оптерећења при великим нормалним убрзањима у току борбе (маневра). Уз помоћ анти-G одела, пилот може временски дуже да маневрише близу граничних оптерећења са нормалним убрзањем и до 10 g m/sec², избегавајући противничке ракете, а за лансирање својих може брже да изабере погодан положај и тренутак. Краткотрајно може прећи нормално убрзање и до 11 g. Притисак у каналима (цевима) анти-G одела се регулише преко сигнала из система управљања са авионом. У заваљеном полулежећем положају, у правцу вертикалне осе авиона се смањује растојање од пилотовог мозга до срца, што му ублажава негативни утицај оптерећења на крвоток. Премештена је пилотова командна палица удесно, са смањењем њене величине. На овај начин је ослобођен цео визуелни простор испред пилотових очију до приказивача на инструменталној табли. Са леве стране је мала палица за управљање моторима. Мале командне ручице (палице) имају ергономски подешене рукохвате, за шаке леве и десне руке, а пилотове подлактице имају одговарајуће наслоне на бочним странама седишта. На рукохватима палица су распоређени командни прекидачи, за управљање са системима опреме и наоружањем у реалном времену. Пилот, током лета и током вођења борбе, непрекидно држи обе руке на палицама. То је систем HOTAS (енгл. hands on throtle and stick).
Су-35 користи снажан радар Н035 ирбис са фазираном антенском решетком, што је даљи развој радара Н011М који је испитан на Су-27М. То је језгро система управљања оружјем на Су-35. Способан је да детектује циљеве у ваздушном простору са дометом до 400 km, а може истовремено пратити до тридесет циљева и ажурирати осам. Поред тога, вишенаменски радар је у стању да обезбеди слике високе резолуције на земљи помоћу режима вештачког отвора (бленде). Ваздухоплов је опремљен и са оптоелектронским системом за нишањење ОЛС-35, уграђеним испред кабине, како би се обезбедили и други облици праћења, укључујући инфрацрвено претраживање и обележавање. За одбрану од непријатељског праћења, Су-35 је опремљен електронским системом противзаштите Л175М кхибини-М. Примењен је на улазима мотора и предњим степенима компресора мотора материјал који упија радарске зраке да би се умањила предња површина радарског пресека авиона Су-35. На тај начин се умањује опсег откривања непријатељских радара. Су-35 може да постави ракете ваздух-ваздух домета до 300 km и може да носи тешку Оникс против-бродску крстарећу ракету, као и мноштво оружја ваздуха-земља.
Су-35 покрећу два турбомлазна двопроточна мотора Сатурн АЛ-41Ф1С, раније. Опремљен је млазницама за управљањем вектором силе потиска, чије се осе ротирају под углом, слично решењима као на авионима Су-30МКИ и Сухој Су-57. Млазнице се закрећу у једној равни, али обезбеђују авиону пропињање, ваљање и скретање, са утицајем сваке млазнице другачије на укупни вектор силе потиска мотора Су-35. Систем за управљањем вектором силе потиска, интегрисан је у систем команди лета и пропулзије што обезбеђује авиону суперманеврабилност, омогућавајући му да обавља екстремне маневре и на малим брзинама лета. Ово се разликује од западне доктрине, која наглашава стално одржавање велике кинетичке енергије борбеног авиона, као предуслова за његов маневар.
Мотори дају авиону Су-35 ограничену могућност да одржава надзвучну брзину без употребе накнадног сагоревања (суперкрстарење). Према томе, та чињеница опредељује авион Су-35 да напада противника на већој брзини и висини лета и да користи повећавн домет својих далекометних ракета за 30-40%. Свакако је Су-35 респективна летелица, са пажљиво избалансираном комбинацијом напредне технологије. Те чињенице омогућују да Су-35 постигне повољну борбену ефикасност у односу на борбени авион F-35.
Студија RAND корпорације из 2008. године, показала је да би Су-35 могао да обори 2,4 авиона F-35, за сваки изгубљени ваздухоплов. Међутим, америчко Министарство одбране и Локид Мартин су одбацили такву оцену свог авиона, тврдећи да је 400% ефикаснији у борбама ваздух-ваздух од било којег другог авиона, осим од F-22 раптора.

### Испитивање и серијска производња
„Класична борба у ваздушном простору почиње при великој брзини лета авиона, али ако нападач промаши у првом нападу, а вероватноћа постоји, пошто противник има могућност да маневрима избегне пројектиле нападача, тада ће борба бити продужена. У току маневрисања, авионима ће се смањивати брзина лета и оба противника могу бити у положају из кога не могу користити своје оружје. Суперманеварбилност омогућава авиону да се брзо окрене (за три секунде) и да брзо понови напад”.

— Сергеј Богдан, шеф пробних пилота Сухоја

Произведен је први прототип, средином 2007. године. Прототип, Су-35-1, је затим пребачен у Опитни центар на испитивање у лету на аеродрому Жуковски. Пилот Сергеј Богдан је извео са њим први лет у трајању од 55 минута, 19. фебруара 2000. године. Пратио га је авион Су-30МК2, према устаљеној процедури. Касније, 2. октобра, је Богдан први пут полетео и други прототип. Било је планирано да се програм испитивања у лету изводи на три прототипа, али 26. априла 2009. године, дан прије планираног првог лета, четврти Су-35 доживео је удес током вожње (таксирање) на аеродрому. Авион је ударио у препреку на крају писте и уништен је у пожару. Пилот се катапултирао, са задобијеним опекотинама. Комисија је истраживала удес. Неколико извора је спекулисало да је инцидент био резултат квара на авиону. 
Првенствено је пројекат Су-35 био намењен за извоз. У раним фазама програма испитивања у лету, Сухој је проценио да постоји тржиште за 160 примерака тих авиона, са посебним нагласком на Латинску Америку, Југоисточну Азију и Блиски исток. Неке од земаља кандидата, као што су Алжир, Малезија и Индија, већ су биле корисници Су-30МК. Планирано је да авион буде доступан за извоз почетком 2010. године, пошто се то није тако одвијало Руско министарство одбране је у интересу очувања континуитета програма поручила је 48 авиона Су-35С и тако је лансирана серијска производња. Касније је повећана је поруџбина увећана још за 64 авиона, у вредности од 2,5 милијарде долара. Током међународног дебија авиона на Париском сајму, Михаил Погошјан, генерални директор матичне компаније Сухој је изјавио да је процењена потражња за 200 авиона, подељених равномерно између домаћих и иностраних тржишта. Тек крајем 2015. године, када је потписан први извозни уговор са Кином, Руска влада је издала наредбу за поруџбину још 50 примерака авиона.
Поред наруџбине за лансирање почетка серијске производње, на сајму МАКС 2009, Руска влада и државна развојна банка ВЕБ договориле су се да пренесу фирми Сухој потребан капитал за производњу авиона. У новембру 2009. године, почела је серијска производња авиона. До тада су успешно завршена прелиминарна испитивања система на авиону. Први серијски авион Су-35С полетео је први пут у мају 2011. године и испоручен је ваздухопловству на оперативна испитивања. Пошто је производња Су-35С започета паралелно са завршним испитивањима што значи да није био потпуно дефинисан серијски стандард, неки авиони ране производње су касније накнадно доведени на серијски стандард. Последња 4 авиона Су-35С, од поручених 100 за 2018. годину, испоручена су Руском ваздухопловство 11. децембра 2018.

## Оперативна историја

### Русија
Три серијска Су-27М испоручена су 1996. године Ваздухопловноопитном центру за испитивања у лету, да би се извршила процена наоружања. Ваздухопловство је 2001. године одлучило да распореди неколико авиона Су-27М руској акробатској грпи витезова, ради њихове обуке и тренаже. Та три серијска и још два Су-27М из предсерије стигла су акробатској грпи, у ваздухопловну базу Кубинка у близини Москве, 2003. године.
У почетку, један статични (за испитивања на земљи) и три прототипа за испитивање у лету (бр. 901, 902, 904) произведени су у периоду 2007-2009. година. Трећи (бр. 904) је касније уништен када је ударио у препреку током вожње по аеродрому (таксирао).
Први уговор за 48 серијских авиона потписан је на ваздухопловној изложби у Москви МАКС 2009. Крајем маја 2011. године, Сухој је испоручио први Су-35С, како би Министарство одбране спровело заједничко оперативно испитивање. Пре почетка испитивања, авионска опрема Су-35 и интегрисани системи одбране наводно нису били у складу са захтеваним стандардом. Прва од две фазе испитивања почела је у августу 2011. године. До марта 2012. године, два прототипа и четири серијска авиона су летели док је ваздухопловство испитивало техничке карактеристике, које су процењене до краја те године са закључком да су генерално доказане захтеване са пројектом. Од шест серијских авиона који су предати у децембру 2012. године, пет их је прелетело у Опитни центар Громов у Жуковском, у фебруару 2013. на другу фазу испитивања. Ова фаза, која је требало да траје осамнаест месеци, односила се на оружје Су-35 и маневарске способности у борби. 
Дванаест серијских ловаца Су-35С испоручено је ваздухопловству у децембру 2013. године, након чега је у фебруару 2014. уследила испорука још дванаест, од којих је десет предато 23. ловачком ваздухопловном пуку, стационираном на Далеком истоку, а преостала два су задржана за завршне фазе заједничких државних испитивања.
Испорука је практично значила службено увођење авиона у оперативну употребу. До тада је 34 од 48 првобитно наручених авиона испоручено, а преосталих 14 у 2015. години. Неколико Су-35С је касније пребачено у Липетск ради даљег развијања тактике борбе и обуке особља. Руски Су-35С су распоређени у ваздухопловној бази Бесоветс у близини финске границе, и у ваздухопловној бази на Далеком истоку, у близини Владивостока. 
Увођење Су-35С у оперативну употребу Руских ваздухопловних снага део је руског државног програма наоружавања за период 2011-2020. годину. То је дефинисано након рата са Грузијом 2008. године, са циљем да се значајно повећа број модерне војне опреме у Руским оружаним снагама. Авиони Су-35С се уводе уз присуство Су-30М2 и Су-30СМ и тежих авиона Су-34. Према извештајима, истовремена набавка трију ловачких деривата оригиналног Су-27 била је да се подрже (запосле капацитети) два произвођача авиона при изостајању извоза. Су-30М2 служи као тренер за Су-35. Осим тога, Су-30СМ је изабран као замена за осам авиона Су-27 у руском акробатском тиму витезова, који су изабрали Су-35 због погодности пројекта.
У јануару 2016. године, Русија је по први пут увела у борбене услове експлоатације своја четири Су-35С у ваздухопловној бази Хмејмим у Сирији. То се десило након повећаних тензија између Русије и Турске због наводног упада руских авиона у турски ваздушни простор. Су-35С, који су распоређени у Сирији, обезбезбеђивали су заштиту авиона Су-30СМ и осталим при њиховом патројирању и другим мисијама у ваздушном простору Сирије. Њихово борбено распоређивање у Сирији помогло је у проналажењу недостатака и накнадним њиховим отклањању и побољшању решења. За то је на првом месту пример са авионском опремом авиона. Осим тога, то је такођер допунски промовисало авион на глобалном тржишту. Су-35С је постигао пуну оперативну способност крајем 2018. године.

### Кина
Током раних деведесетих година 20. века, расправљало се о извозу авиона Су-27М у Кину. Званичници Сухоја су 1995. објавили свој предлог о заједничкој производњи Су-27М са Кином, при уговору о куповини 120 примерака авиона. Међутим, наведено је да је Руско министарство спољних послова блокирало продају Су-27М и Тупољева Ту-22М због забринутости око аранжмана за кинеску производњу Су-27. У новембру 2015. године, Кина је постала први купац Су-35, када су Руска и Кинеска влада потписале уговор вредан 2 милијарде долара за куповину 24 авиона за ваздухопловство Народне ослободилачке војске. Иако су кинески званичници први пут показали интерес за модернизовани пројекат Су-35, 2006. године, Рособоронекпорт, руска државна агенција задужена за извоз и увоз одбрамбених производа, била је спремна да почне разговоре са Кинеском владом. Руски званичници су јавно потврдили да се разговори одржавају и да је 2012. године, потписан протоколарни споразум о извозу авиона у Кину. Било је накнадних медијских извјештаја и службених изјава да су две земље потписале уговор и да су испоруке авиона сасвим извесне, иако се преговори заправо нису завршили све до 2015. године.
Разговори о продаји Су-35 показали су се дуготрајним због забринутости око права интелектуалне својине. Како је Кина изменила авионе Су-27СК и Су-33 у Ј-11Б и Ј-15, било је забринутости да ће Кина копирати пројекте авиона и понудити као свој производ на извозном тржишту. У једном тренутку Рособоронекпорт је захтевао да Кина обезбеди правно обавезујућу гаранцију против копирања. Међутим, индустријски извори сматрају да је кинеска индустрија заинтересована за мотор АЛ-41ФС1 и радар Ирбис-Е. Кина је била посебно заинтересована за мотор авиона Су-35, јер је на земљи већ он био испитан у њиховом Ј-11Д. Док авион наводно има мањи долет, носивост и управљивост од Су-35, Ј-11Д има радар са фазираном антенском решетком, то јест са електронским скенирањем, уместо мање напредног радара који је понуђен на Су-35. Различити извештаји скрећу пажњу на потребу да кинеска индустрија затвори технолошки јаз између своје индустрије мотора, у односу на Запад и Русију. Рособоронекпорт је инсистирао да Кина купи најмање 48 авиона како би надокнадила ризике копирања. Након што је Кремљ интервенисао крајем 2012. године, минимални број авиона је смањен на 24. Још један наизглед тврдоглав проблем био је инсистирање Кинеза да авиони укључују кинеске компоненте и авионску опрему. Кремљ је поново интервенисао и прихватио такве захтеве и дозволио да се посао настави. Ово се сматрало великом концесијом јер је продаја таквих компоненти наводно уносна. Уговор није укључивао никакав пренос технологије. 
Крајем јануара 2016. године, Кинеска војска је по први пут потврдила да је 25. децембра 2016. године добила четири борбена авиона Су-35 руског порекла. Истовремено, на интернет страници Народне ослободилачке војске појавила се вест да је покренут рад на њиховом авиону Ј-20, Русија је схватила да ће Су-35 изгубити своју вредност на кинеском тржишту у блиској будућности, пошто се у чланку наводи: „Стога се надамо да ће Су-35 бити последњи увоз борбених авиона у Кину”. Су-35С је званично уведен у оперативну употребу Кинеске армије у априлу 2018. године.
САД су увеле санкције Кинеском одељењу за развој опреме и његовом директору Ли Схангфуу, 20. септембра 2018. године, за учешће у "значајним трансакцијама" са Рособоронекпортом, конкретно именујући куповину десет СУ-35 борбених авиона у 2017. години, као и ракетни систем земља-ваздух С-400, у 2018. години.

### Индонезија
Крајем 2014. године, Русија је Индонезији понудила извоз авиона Су-35. У томе периоду су они били у процесу замене своје старе флоте, коју су сачињавали авиони F-5Е тигар II. Следеће године, министарство одбране Индонезије је одабрало Су-35 испред Јурофајтер тајфуна, Рафала, F-16 и ЈАС 39 грипен. Министарство одбране је навело као разлог за избор авиона Су-35, вишегодишње познавање и коришћење руских авиона Су-27СК и Су-30МК2 у Индонезијском ваздухопловству. До средине 2017. године, преговори између две стране о продаји Су-35 су достигли фазу значајног приближавања, са индонезијском владом која се касније начелно сложила да спроведе трговину контра испорука пољопривредних производа за наручених једанаест авиона. У фебруару 2018. године, Русија и Индонезија су финализирале уговор о куповини 11 авиона Су-35, у вредности од 1,14 милијарди долара. Прва испорука је планирана крајем 2018. године. 
На крају је Индонезија одустала од куповине авиона под притиском САД-а.

### Потенцијални корисници

#### Емирати
Средином деведесетих година, 20. века, Уједињени Арапски Емирати су процењивали авион Су-27М,али су касније купили Мираже 2000 због блиског односа са Француском. Током 2015. године, њени званичници су започели преговоре са својим руским колегама о могућем уговору за модернизовани Су-35. У фебруару 2017. године, потписан је прелиминарни споразум за куповину одређеног броја Су-35, који је касније формулисано на 24, а потписан је и оквирни споразум са Ростеком, руском државном корпорацијом одговорном за развој напредних индустријских производа, о развоју авиона пете генерације. Емирати су на крају одустали и купили француски Рафал.

#### Индија
Индија није била вољна да наручи Сухој / ХАЛ FGFA због високих трошкова, а саопштено је да Индија и Русија проучавају могућност надоградње Су-35 технологијама смањене уочљивости (енгл. stealth technology) (слично као на F-15SE силент игл), што је за Индусе повољнија алтернативна варијанта. Индија је на крају одустала и купила француски Рафал.

#### Остали
Након распоређивања неколико нових руских војних система у Сирији, разне земље су наводно показале интерес за Су-35. Ове земље су укључивале Алжир, Египат и Вијетнам. Према Комерсанту, Алжирска војска је затражила Су-35 за испитивање у фебруару 2016. године, задовољни су борбеним и летним карактеристикама и тако Москва очекује званичну поруџбину. Остале земље које су такође изразиле интересовање за авионе су Казахстан, Северна Кореја, и Пакистан, иако је руски званичник негирао да су настављени преговори о Су-35. Судан је, како се извештава, такође изразио интересовање за куповину ловца Су-35, током посете суданског Председника Омар Хасана ал-Башира Москви у новембру 2017. године. Египат је наручио 24 авиона, а онда је одустао од куповине под притиском САД-а. Авиони који су произведени за Египат касније су продати Ирану.

### Неуспеле понуде

#### Бразил
Средином деведесетих двадесетог века, Бразилске и Руске владе су водиле разговоре о могућем извозу Су-27М. Бразилска влада је 2001. године, покренула тендер за F-X, чији је циљ био набавити најмање дванаест авиона који би заменили старије авионе бразилског ваздухопловства, првенствено Мираж III. Будући да је Бразилска влада такође настојала да развије авио-индустрију и одбрамбену индустрију у целини, Сухој је током тендера ушао у партнерство са Бразилским извођачем одбране Авибрас. Две компаније су се споразумеле да у оквиру тендера сарађују на Су-27М у вредности од 700 милиона долара, укључујући офсет уговор у којем би бразилска индустрија учествовала у производњи одређене опреме за авионе. Тендер је суспендован 2003. године, због домаћих политичких питања, а затим укинут 2005. године. Су-27М је имао предност у односу на фаворита, Мираж 2000BR, тако да је реализована та сарадња, то би био први тешки ловац испоручен Латинској Америци. Пошто је тендер покренут 2007. године као конкуренција F-X2, бразилско министарство одбране покушало је да купи најмање 36 авиона, са перспективом проширења на 84 додатна авиона. Међу учесницима су били F/A-18E/F супер хорнет, F-16BR, ЈАС грипен НГ, Рафале, Јурофајтер тајфун и модернизовани Су-35. Иако је бразилска влада 2008. године елиминисала Су-35, Рособоронекпорт је касније понудио да им прода 120 авиона са пуним преносом технологије, као и учешће у програму ПАК ФА. У децембру 2013. године, Грипен НГ лаки ловац је изабран због ниских трошкова и преноса технологије.

#### Остале неуспеле понуде
Русија је 1996. године понудила Су-27М и Су-37 Јужној Кореји, која је тражила замену за својих 40 авиона F-4D/E, RF-4C и F-5E/F. Два руска пројекта су се такмичила против Рафала, Јурофајтер тајфуна и F-15K слам игла. Сухој је предложио пројекат са радаром са фазном антенском решетком и моторе са опремом за управљање вектором силе потиска, са комплетним преносом технологија као и завршно склапање авиона у Јужној Кореји. Уговор од 5 милијарди $ био би делимично финансиран кроз споразум о смањењу дуга Јужној Кореји. Међутим, Су-27М је елиминисан почетком такмичења, које је освојио F-15К.
Земља која је рано најавила куповину Су-35 била је Венецуела. Венецуеланска влада Хуга Чавеза, у јулу 2006. године је наручила 24 примерка Су-30МК2, у циљу замене својих F-16, чија је експлоатација била угрожена са ембаргом на набавку резервних делова из САД. Авиони Су-30МК2 су испоручени Венецуеланским ваздухопловним снагама од 2006. до 2008. године. Очекивао се наставак сарадње другом поруџбином истог типа авиона или Су-35. Упркос каснијим извештајима да је Венецуеланска влада била заинтересована за авион Су-35 и да је он наручен, преговори су вођени са Русијом 2016. године, али за претходни тип авиона Су-30.
Од Либије се такође очекује да буде купац за дванаест до петнаест примерака Су-35 заједно са другим руским оружјем. Међутим, рат у Либији омели су такве планове. Русија је такође понудила авионе Су-35 Индији, Малезији и Грчкој, није се остварио никакав чврст уговор, прве две земље су се баве другим пројектима борбених авиона и мала је вероватноћа да ће се определити за Су-35.

## Варијанте

### Су-27М / Су-35
У питању је ловац једносед (модернизован), са фабричким кодом Т-10М. Прва два прототипа добила су нови предњи део трупа, канарде и ажуриране системе команди лета. Као и три од девет предсеријских авиона Су-27 (Т10М-5, Т10М-6 и Т10М-7), прерађени су у ову варијанту. Трећи (Т10М-3) је био први од седам предсеријских авиона који су имали веће вертикалне репове, ноге стајног трапа са по два точка и могућности пуњења горива у лету. Су-27М је погоњен двопроточним турбомлазним моторима АЛ-31ФМ. Два прототипа, девет предсеријских и три серијска авиона произведена су до 1995. године. Пројектована су и произведена и два авиона за статичка испитивања на земљи (Т10М-0 и Т10М-4). Авион Су-27М није ушао у серијску производњу.

### Су-37
Демонстратор нових технологија, добијен је претварањем (модификацијама) једанаестог прототипа Су-27М (Т10М-11). Су-37 је имао електричних команди лета (енгл. fly-by-wire), кабину са широким равним приказивачима, радар Н011М са фазираном антенском решетком и моторе АЛ-31ФП са млазницама за управљање вектором силе потиска. Авион је касније био опремљен и са моторима АЛ-31Ф.

### Су-35УБ
Двоседи тренер пројектован и произведен је у фабрици авиона на Далеком истоку. Први авион (Т-10УБМ-1) је имао канарде и повећане вертикалне репове у односу на Су-27М, а предњи део трупа је сличан као код авиона Су-30МКК. Су-35УБ је преузео део авионског пакета Су-30МКК, иако је имао другачији систем команди лета, због интеграције канарда. Авион је погоњен моторима АЛ-31ФП, са млазницама за управљање вектором силе потиска. Иако је тренажни авион, Су-35УБ је пројектован да буде потпуно способан за борбену употребу.

### Су-35БМ
Су-35БМ је једноседи ловац, који је настао значајнијим репројектом оригиналног Су-27. Овај тип авиона има веће модификације на структури, укључујући уклањање канарда и леђне аеродинамичке кочнице, у односу на затекнуто на Су-27М. Поседује ажурирани радар Н035 ирбис-Е радар и репројектовану кабину. Авин је погоњен двопроточним турбомлазним моторима АЛ-41Ф1С, који омогућују авиону суперкрстарење.

### Су-35С
Ознака варијанте Су-35С у производњи је Т-10БМ, а то је пројекат за Руско ваздухопловство. „С” означава да је серијски авион.

## Корисници
- Русија — На почетку 2023. године у инвентару Руског ваздухопловства се налазило 98 авиона Су-35С.[24][51] Трећи уговор за набавку 30 нових авиона закључен је августа 2020. године, што ће бити повећање укупног броја овог типа авиона на 128. Динамика испоруке је оквирно 10 примерака годишње, почевши од године потписивања уговора. Авиони су распоређени у:[25]
  - 23. борбени ваздухопловни пук - аеродром Джомги, Комсомолск на Амуру
  - 22. гардијски борбени ваздухопловни пук - Централна ваздухопловна база Угловаја, Владивосток,
  - 159. ловачки ваздухопловни пук - ваздухопловна база Бесоветс, Петрозаводск,
  - 4. центар за борбено обучавање и преквалификацију особља - ваздухопловна база Липетск и
  - 929. државни опитни центар за испитивање у лету - Владимировка ваздухопловна база, Ахтубинск.
- Кина — Војно ваздухопловство Народне Републике Кине је наручило 24 Су-35С, у 2015. години. Сви наручени авиони су испоручени наручиоцу до новембра 2018. Испорука 24 авиона Су-35 је Кини реализована у потпуности.[32]
- Иран — Војно ваздухопловство Ирана је наручило 24 Су-35С, у 2022. години. Почела је испорука 2023. године.

## Борбена употреба
Дана 1. фебруара 2016 године је објављено , да је Русија пребацила у авиобазу Хмејмим у Сирији 4 ловца Су-35С. Они су имали задатак, заштите бомбардера, да би се избегло понављање ситуације, када је руски бомбардер Су-24 био оборен од стране турских ловаца.
Ловац Су-35 се користи у оквиру ВКС Русије за време Руске операције у Украјини 2022., ради уништавања украјинске ПВО. По подацима 3. јуна уништена су 2 Су-35. По јављању  украјинске стране: један у ваздушном боју са МиГ-29 ВВС Украјине и други помоћу украјинског ПВО система С-300.

## Карактеристике (Су-35С)
Коришћени извори:

### Опште
| - Посада = 1 - Дужина = 21,95 m - Размах крила = 14,75 m - Висина = 5,92 m - Површина крила = 62,20 m² - Маса празног опремљеног = 19.000 kg - Номинална маса у полетању = 25.300 kg | - Мах маса у полетању = 34.500 kg - Унутрашње гориво = 11.500 kg - Укупно гориво = 14.300 kg - Погон = 2 × ТРДДФ АЛ-41Ф1С - Потисак: - Без допунског сагоревања (БДС) = 86,3 kN - Са допунским сагоревањем (СДС) = 142 kN |

### Перформансе
| - Максимална брзина - На висини = 2.500 km/h - На нивоу мора = 1.400 km/h - Специфично оптерећење крила: - Са 50% горива = 408 kg/m² - Са унутрашњим горивом = 500,8 kg/m² - Мах нормално убрзање = +10 g m/sec² | - Борбени радијус = 1.580 km - Долет - Ниско: - Без допунског горива = 1.600 km - Високо: - Без допунског горива = 3600 km - Са допунским горивом = 4.500 km - Плафон лета = 18.000 m - Брзина пењања = 280 m/s |

### Наоружање
- Топ = 1× 30 mm ГШ-30-1 унутрашња уградња, са 150 граната

| - 12 спољних носача, 2 - на крају крила, 10 - испод крила и трупа, могу да носе терет укупне масе до 8.000 kg наоружања, горива и опреме: |

| - Пројектили: S-25 - Ракете: - Ваздух-ваздух: - 8 × Р-27РЕ/ТЕ - Р-40 - Р-60 - 6 × Р-73Е - 12 × Р-77М/Р/Т - 6 × Р-74 - Ваздух-тло: - Х-25МЛ - 6 × Х-29Л/ТЕ - 3 × 3М-14АЕ - Против бродске: - 3 × 3М-54АЕ1 - 6 × Х-31А/АД - Х-35У - 5 × Х-59М | - Ракете против зрачења - Х-25МП - 6 × Х-31П/ПД - 5 × Х-58УШЕ - Bombs: - 8 × КАБ-500КР ТВ-вођене - 8 × КАБ-500Л ласерски вођене - 8 × КАБ-500OД вођене - 8 × КАБ-500С-Е сателитски вођене - 3 × КАБ-1500КР ТВ-вођене - 3 × КАБ-1500Л ласерски вођене - ГБУ-500 ласерски вођене - ГБУ-500T ТВ-вођене - ГБУ-1000 ласерски вођене - ГБУ-1000T ТВ-вођене |

### Авионска опрема
- ОЛС-35 = Систем за инфра-црвено претраживање и праћење[9]
- Л175М Хибини-М = електронски систем[9][15]
- Н011 барс = Радар са фазираном антенском решетком (електронско скенирање)[9]
  - Карактеристике радара Н011 барс:[9][59]
    - Опсег учестаности: = X 8—12 херца
    - Пречник антенске решетке: = 900 mm
    - Углови скенирања: ±60° (електронски), ±120° (погоњено хидрауликом)
    - Просечна снага: 5.000 Bt
    - Врх снаге: 20.000 Bt[60]
    - Домет радара за детекцију циља:
    - Површина радарског пресека 0,01 m², до 90 km
    - Површина радарског пресека 0,01 m², насупрот угловима 100 km
    - Површина радарског пресека 0.1 m², насупрот угловима 160 km
    - Површина радарског пресека 1 m², насупрот угловима 270 km
    - Површина радарског пресека 3 m² 
      - Нагоре 350—400 km (површина радарског пресека од 100 m², под углом према небу),
      - Надоле 150 km

    - Дејство по циљевима:
      - Откривање и гађање: 4 на земљи или 30 у ваздушном простору
      - Истовремено дејство: ракетама са полуактивном главом за самонавођење (Р-27Р, Р-27ЕР) — не више од 2 циља; ракетама са активном главом за самонавођење (Р-77, РВВ-АЕ, РВВ-СД, Р-37) — не више од 8.